# Discografia de Dev
A discografia de Dev, uma cantora e compositora norte-americana, compreende em um álbum de estúdio, dez singles (sendo sete como artista participante) e sete vídeos musicais.
Em 2010, Dev foi convidada para participar do single "Like a G6" do quarteto Far East Movement. A faixa, atingiu a primeira posição nos Estados Unidos por três semanas não-consecutivas. Em outubro do mesmo ano, ela assinou um contrato com a gravadora Universal Republic, onde lançou seu álbum de estreia, The Night the Sun Came Up. O disco estreou na 61ª posição nos Estados Unidos, vendendo 6.700 cópias em sua semana de lançamento. A obra rendeu três singles: "Bass Down Low", "In the Dark" e Naked" - este último com a participação do cantor Enrique Iglesias.

## Álbuns
| 2011                                                         | The Night the Sun Came Up - Lançamento: 5 de setembro de 2011 - Gravadora(s): Universal Republic - Formato(s): CD, download digital | 67 | 61 | 136 |
| "—" Não entrou na tabela musical ou não foi lançado no país. | |    |    |     |

## Mixtapes
- 2011 - Dev - Is Hot: The Mixtape

## Eps de Remixes
- 2010: Booty Bounce - EP
- 2010: Like A G6 (Remixes) [feat The Cataracs & Dev.]
- 2011: Bass Down Low (The Remixes) - EP
- 2011: Fireball (Remixes)
- 2011: In The Dark (The Remixes)
- 2012: Naked (Remixes)

## Singles
| 2010                                                         | "Bass Down Low" (Part. The Cataracs) | 66 | 35 | —  | 18 | —  | 61 | — | 28 | —  | 10 | - Prata | The Night the Sun Came Up |
| 2011                                                         | "In the Dark"                        | 41 | 13 | 22 | 36 | 1  | 11 | 1 | 33 | 44 | 37 | - Ouro  | The Night the Sun Came Up |
| 2011                                                         | "Naked" (Part. Enrique Iglesias)     | —  | 54 | 26 | —  | 17 | 99 | 2 | —  | —  | —  |         | The Night the Sun Came Up |
| "—" Não entrou na tabela musical ou não foi lançado no país. |                                      |    |    |    |    |    |    |   |    |    |    |         | The Night the Sun Came Up |

### Como artista participante
| 2010                                                         | "Like a G6" (Far East Movement part. The Cataracs & Dev)                    | 2  | 8  | 2  | 3  | 1  | 14 | 12 | 1  | 5  | 7 | - 3× Platina - Ouro - Platina - Ouro - Ouro | Free Wired       |
| 2011                                                         | "Backseat" (New Boyz Part. The Cataracs e Dev)                              | 89 | —  | 21 | 52 | 26 | —  | —  | 28 | 55 | — |                                             | Too Cool to Care |
| 2011                                                         | "Top of the World" (The Cataracs Part. Dev)                                 | —  | —  | —  | —  | —  | 66 | —  | —  | —  | — |                                             | 12               |
| 2011                                                         | "She Makes Me Wanna" (JLS Part. Dev)                                        | —  | —  | —  | —  | —  | —  | 2  | —  | 1  | — |                                             | Jukebox          |
| 2011                                                         | "Hey Hey Hey (Pop Another Bottle)" (Laurent Wery Part. Swift K.I.D. & Dev ) | 2  | 26 | 16 | —  | —  | —  | 47 | 29 | —  | — | - Platina                                   |                  |
| 2011                                                         | "Hotter Than Fire" (Eric Saade Part. Dev)                                   | —  | —  | —  | —  | —  | —  | —  | —  | —  | 5 |                                             | Saade Vol. 2     |
| 2011                                                         | "Sunrise" (The Cataracs part. Dev)                                          | —  | —  | —  | —  | —  | —  | —  | —  | —  | — |                                             | 12               |
| 2012                                                         | "Break Ya Back" (Timbaland part. Dev)                                       | —  | —  | —  | —  | —  | —  | —  | —  | —  | — |                                             | Shock Value III  |
| 2012                                                         | "Turn The World On" (Static Revenger part. Dev)                             | —  | —  | —  | —  | —  | —  | —  | —  | —  | — |                                             |                  |
| 2012                                                         | "Mary" (2AM Club part. Dev)                                                 | —  | —  | —  | —  | —  | —  | —  | —  | —  | — |                                             |                  |
| "—" Não entrou na tabela musical ou não foi lançado no país. |                                                                             |    |    |    |    |    |    |    |    |    |   |                                             |                  |

### Singlespromocionais
| Ano  | Título         |
| ---- | -------------- |
| 2009 | "Fireball"     |
| 2010 | "Booty Bounce" |

## Outras aparições
- "Knockin" (Travis Barker part. Dev, Snoop Dogg, Ludacris & E-40) do álbum Give the Drummer Some.[22]
- "Dance Floor" (The Pack Part. Dev) do álbum Wolfpack Party.
- "Sex on the Beach" (The Pack Part. Dev) do álbum Wolfpack Party.
- "Love Letter" (Shwayze Part. Dev & The Cataracs)
- "We Came to Smash" (Martin Solveig Part. Dev) do álbum Smash.
- "2nite" (The Cataracs Part. Dev) do álbum Songs We Sung in Showers
- "Turnt 4 Da Weekend" (The Cataracs Part. Dev)
- "A1" (Bobby Brackins Part. Dev)
- "I Just Wanna F" (David Guetta e Afrojack Part. Dev & Timbaland) do álbum Nothing But the Beat[23]
- "Your Favorite" (T. Mills Part. Dev) do álbum Ready, Fire, Aim! [24]
- "Who's That Boy" (Demi Lovato Part. Dev) do álbum Unbroken[25]
- "Bright Shiny Things" (Pace participação Dev) do álbum Electromatic EP
- "Bad Girl (The Cataracs Remix)" (Girls' Generation Part. Dev) do álbum  Girls' Generation (Repackaged Edition)

## Videoclipes

### Como artista principal
| Ano  | Título                             | Diretor                       |
| ---- | ---------------------------------- | ----------------------------- |
| 2009 | "Fireball"                         | Colin Tilley                  |
| 2010 | "Booty Bounce"                     | Ethan Lader                   |
| 2010 | "Bass Down Low" (com The Cataracs) | Ethan Lader                   |
| 2011 | "In the Dark"                      | Ethan Lader                   |
| 2012 | "Dancing Shoes"                    | Mickey Finnegan               |
| 2012 | "In My Trunk"                      | Eli Stonberg                  |
| 2012 | "Take Her From You"                |                               |
| 2012 | "Kiss My Lips"                     | BBGun                         |
| 2012 | "Naked"                            | BBGun                         |
| 2012 | "Me"                               | Jimmy Gorecki e Chris Mulhern |

#### Como artista convidada
| Ano  | Título                                                               | Diretor              |
| ---- | -------------------------------------------------------------------- | -------------------- |
| 2010 | "Like a G6" (com Far East Movement e The Cataracs)                   | Matt Alonzo          |
| 2010 | "Mobbin" (com Bobby Brackins)                                        | Jonathan Singer-Vine |
| 2011 | "Top of the World" (com The Cataracs)                                | Ethan Lader          |
| 2011 | "A1" (com Bobby Brackins)                                            | Ethan Lader          |
| 2011 | "Dancefloor" (com The Pack)                                          | Aris Jerome          |
| 2011 | "Backseat" (com New Boyz e The Cataracs)                             | Jake Davis           |
| 2011 | "Love Letter" (com Shwayze e The Cataracs)                           | Mikey Easterling     |
| 2011 | "She Makes Me Wanna" (com JLS)                                       | Colin Tilley         |
| 2011 | "Hotter Than Fire" (com Eric Saade)                                  | Ethan Lader          |
| 2011 | "Sunrise" (com The Cataracs)                                         | Anthony Fox          |
| 2011 | "Hey Hey Hey (Pop Another Bottle)" (com Laurent Wéry e Swift K.I.D.) | Anthony Fox          |
| 2012 | "Turn The World On" (com Static Revenger)                            | -                    |